# ألكسندر (أركنساس)
ألكسندر (بالإنجليزية: Alexander city, Arkansas) هي مدينة تقع بولاية أركنساس في الولايات المتحدة. تبلغ مساحتها 5.84 كم2، وترتفع عن سطح البحر 109 م، بلغ عدد سكانها 2,901 نسمة في عام 2010 حسب إحصاء مكتب تعداد الولايات المتحدة وتصل الكثافة السكانية فيها 496.7 نسمة لكل كيلومتر مربع (1,286.4/ميل2).

## التركيبة السكانية
حدّد مكتب تعداد الولايات المتحدة بيانات التركيبة السكانية لألكسندر في تعداد الولايات المتحدة. في ما يلي، التركيبة السكانية حسب تعدادي 2000 و2010.

### تعداد عام 2000
بلغ عدد سكان ألكسندر 614 نسمة بحسب تعداد عام 2000، وبلغ عدد الأسر 276 أسرة وعدد العائلات 171 عائلة مقيمة في المدينة. في حين سجلت الكثافة السكانية 105.1 نسمة لكل كيلومتر مربع (272.2/ميل2). وبلغ عدد الوحدات السكنية 305 وحدة بمتوسط كثافة قدره 52.2 لكل كيلومتر مربع (135.2/ميل2).
وتوزع التركيب العرقي للمدينة بنسبة 70.68% من البيض و26.71% من الأمريكيين الأفارقة و0.49% من الأمريكيين الأصليين و0.98% من الأمريكيين ذوي الأصول الآسيوية و0.33% من الأعراق الأخرى و0.81% من عرقين مختلطين أو أكثر و2.28% من الهسبانيون أو اللاتينيون من أي عرق.
بلغ عدد الأسر 276 أسرة كانت نسبة 33.3% منها لديها أطفال تحت سن الثامنة عشر تعيش معهم، وبلغت نسبة الأزواج القاطنين مع بعضهم البعض 39.1% من أصل المجموع الكلي للأسر، ونسبة 17.4% من الأسر كان لديها معيلات من الإناث دون وجود شريك، بينما كانت نسبة 5.4% من الأسر لديها معيلون من الذكور دون وجود شريكة وكانت نسبة 38% من غير العائلات. تألفت نسبة 32.6% من أصل جميع الأسر من عدة أفراد يعيشون في نفس المنزل ونسبة 6.5% كانت تتألف من شخص يعيش بمفرده يبلغ من العمر 65 عاماً أو أكثر. وبلغ متوسط حجم الأسرة المعيشية 2.22، أما متوسط حجم العائلات فبلغ 2.79.
بلغ العمر الوسطي للسكان 32.9 عاماً. وكانت نسبة 24.8% من القاطنين تحت سن الثامنة عشر، وكانت نسبة 8.6% بين الثامنة عشر والرابعة والعشرين عاماً، ونسبة 33.1% كانت واقعةً في الفئة العمرية ما بين الخامسة والعشرين والرابعة والأربعين عاماً، ونسبة 22.6% كانت ما بين الخامسة والأربعين والرابعة والستين، ونسبة 10.9% كانت ضمن فئة الخامسة والستين عاماً فما فوق. يوجد لكل 100 أنثى 88.3 ذكر، ويوجد لكل 100 أنثى في الثامنة عشر من عمرها فما فوق 75.7 ذكر.
بلغ متوسط دخل الأسرة في المدينة 30,050 دولارًا، أما متوسط دخل العائلة فبلغ 35,341 دولارًا. وكان متوسط دخل الذكور 28,571 دولارًا مقابل 21,958 دولارًا للإناث. وسجل دخل الفرد الخاص بالمدينة 15,157 دولارًا. وكانت نسبة 9.5% من العائلات ونسبة 12.8% من السكان تحت خط الفقر، وكان من هؤلاء نسبة 9.1% تحت سن الثامنة عشر ونسبة 11% في الخامسة والستين من العمر وما فوق.

### تعداد عام 2010
بلغ عدد سكان ألكسندر 2,901 نسمة بحسب تعداد عام 2010، وبلغ عدد الأسر 1,029 أسرة وعدد العائلات 694 عائلة مقيمة في المدينة. في حين سجلت الكثافة السكانية 496.7 نسمة لكل كيلومتر مربع (1,286.4/ميل2). وبلغ عدد الوحدات السكنية 1,122 وحدة بمتوسط كثافة قدره 192.1 لكل كيلومتر مربع (497.5/ميل2).
وتوزع التركيب العرقي للمدينة بنسبة 68.01% من البيض و13.06% من الأمريكيين الأفارقة و0.59% من الأمريكيين الأصليين و0.62% من الأمريكيين ذوي الأصول الآسيوية و15.13% من الأعراق الأخرى و2.59% من عرقين مختلطين أو أكثر و19.41% من الهسبانيون أو اللاتينيون من أي عرق.
بلغ عدد الأسر 1,029 أسرة كانت نسبة 40.5% منها لديها أطفال تحت سن الثامنة عشر تعيش معهم، وبلغت نسبة الأزواج القاطنين مع بعضهم البعض 44.1% من أصل المجموع الكلي للأسر، ونسبة 16.8% من الأسر كان لديها معيلات من الإناث دون وجود شريك، بينما كانت نسبة 6.5% من الأسر لديها معيلون من الذكور دون وجود شريكة وكانت نسبة 32.6% من غير العائلات. تألفت نسبة 26% من أصل جميع الأسر من عدة أفراد يعيشون في نفس المنزل ونسبة 6.7% كانت تتألف من شخص يعيش بمفرده يبلغ من العمر 65 عاماً أو أكثر. وبلغ متوسط حجم الأسرة المعيشية 2.71، أما متوسط حجم العائلات فبلغ 3.27.
بلغ العمر الوسطي للسكان 32.0 عاماً. وكانت نسبة 28.1% من القاطنين تحت سن الثامنة عشر، وكانت نسبة 8.4% بين الثامنة عشر والرابعة والعشرين عاماً، ونسبة 31.9% كانت واقعةً في الفئة العمرية ما بين الخامسة والعشرين والرابعة والأربعين عاماً، ونسبة 23.5% كانت ما بين الخامسة والأربعين والرابعة والستين، ونسبة 8.1% كانت ضمن فئة الخامسة والستين عاماً فما فوق. وتوزع التركيب الجنسي للسكان بنسبة 50.2% ذكور و49.8% إناث.

## وصلات خارجية
- الموقع الرسمي